# 3-cloro-3-metil-1-buteno
El 3-cloro-3-metil-1-buteno es un compuesto orgánico de fórmula molecular C5H9Cl. Es un haloalqueno no lineal de cinco carbonos en el cual un átomo de cloro está unido a un carbono terciario.
Recibe también los nombres de 3-cloro-3-metilbut-1-eno y cloruro de dimetilalilo.

## Propiedades físicas y químicas
A temperatura ambiente, el 3-cloro-3-metil-1-buteno es un líquido incoloro con una densidad inferior a la del agua, ρ ≃ 0,889 g/cm³. Tiene su punto de ebullición a 87 °C y su punto de fusión a -88 °C, aunque estos valores son estimados.
El valor del logaritmo de su coeficiente de reparto, logP ≃ 2,80, indica que es más soluble en disolventes apolares que en disolventes polares.
Es muy poco soluble en agua.

## Síntesis
La reacción entre 2-metil-3-buten-2-ol y ácido clorhídrico al 32% proporciona 1-cloro-3-metil-2-buteno como producto mayoritario (84%), mientras que el porcentaje de 3-cloro-3-metil-1-buteno es de solo el 16%.
La anterior reacción también puede llevarse a cabo usando hexacloroacetona a la vez como agente clorante y disolvente, junto a trifenilfosfina. Aunque nuevamente se forman los dos isómeros de clorometilbuteno, la proporción de 3-cloro-3-metil-1-buteno es del 33% y, si como disolvente se emplea sulfolano, el porcentaje de formación de este cloroalqueno alcanza el 65%.
Asimismo, el 3-cloro-3-metil-1-buteno puede sintetizarse a partir del isopreno. La cloración se realiza con cloruro de hidrógeno gaseoso en éter dietílico a -15 °C y se obtiene entre un 50 y un 55% de 3-cloro-3-metil-1-buteno.

## Usos
La hidroboración de 3-cloro-3-metil-1-buteno con 9-borabiciclo[3.3.1]nonano bajo atmósfera de nitrógeno y posterior tratamiento con hidróxido de sodio proporciona 1,1-dimetilciclopropano con un rendimiento del 75%.
El 3-cloro-3-metil-1-buteno se utiliza en la elaboración de inhibidores de factores inducibles por hipoxia (HIF) y sus derivados, que tienen aplicación en el tratamiento de cáncer, de patologías relacionadas con hipoxia y de trastornos que conducen a la isquemia.
Otro uso es en la síntesis de compuestos de sales de amonio cuaternarias con actividad bactericida frente a bacterias reductoras de sulfato.